# ヴォルフガング・ツックシュベルト
ヴォルフガング・ツックシュベルト（Wolfgang Zueckschwerdt　1949年5月5日- ）は旧東ドイツの柔道選手。階級は重量級。段位は7段。

## 人物
東ドイツの選手として、1973年のヨーロッパ選手権無差別で3位になると、世界選手権の無差別でも銅メダルを獲得した。1974年から2年連続でヨーロッパ選手権の重量級と無差別でそれぞれ3位になった。1976年のモントリオールオリンピックには出場できなかった。

## 主な戦績
- 1967年 - ヨーロッパカデ選手権　2位
- 1971年 - フランス国際　2位
- 1972年 - オランダ国際　3位
- 1973年 - 東ドイツ国際　優勝
- 1973年 - ヨーロッパ選手権　無差別　3位
- 1973年 - 世界選手権　無差別　3位
- 1974年 - フランス国際　2位
- 1974年 - 東ドイツ国際　優勝
- 1974年 - ヨーロッパ選手権　重量級　3位　無差別　3位
- 1975年 - ブルガリア国際　重量級　優勝　無差別　優勝
- 1975年 - ヨーロッパ選手権　重量級　3位　無差別　3位
- 1975年 - ポーランド国際　優勝
- 1977年 - 東ドイツ国際　2位
- 1977年 - ヨーロッパ選手権　重量級　3位　無差別　2位